# Габриел Гарсия Маркес
 Габриел Хосе де ла Конкордия Гарсия Маркес (на испански: Gabriel José de la Concordia García Márquez) е пълното име на колумбийския писател, журналист, издател и общественик, по-известен само като Габриел Гарсия Маркес, познат и като Габо или Габито (умалително на Габриел) в цяла Латинска Америка.
Той е сред най-значимите автори от XX век и един от най-добрите на испански език, носител на Нобеловата награда за литература през 1982 г. и на Нойщадската литературна награда през 1972 г. Напуска правна кариера, за да се отдаде на журнализъм. През 1958 г. се жени за Мерседес Барча и има двама сина.
Стартира своята кариера като журналист, но популярност добива с романите си „Сто години самота“ (1967), „Есента на патриарха“ (1975) и „Любов по време на холера“ (1985). Често е сочен за най-известния представител на магическия реализъм, елементи от който се откриват в много негови произведения. Основен мотив в тях е самотата. След смъртта му през 2014 г. Хуан Мануел Сантос, президент на Колумбия, го нарича най-великият колумбиец за всички времена.

## Биография

### Произход и ранни години
Габриел Гарсия Маркес е роден на 6 март 1927 година в Аракатака, Колумбия, известно като банановото пристанище на Карибско море, но прекарва по-голямата част от живота си в Европа и Мексико, където остава до смъртта си. Баща му е фармацевт. В ранното си детство е отгледан от своите дядо и баба, които повлияват значително на формирането на неговия мироглед. Политическите му и идеологически виждания и разбирания се оформят предимно на базата на историите, разказвани от неговия дядо – полковника, който е и изкусен златар. Вместо приказки, Маркес е закърмен с военни истории от гражданската война. Дядо му е със свободни разбирания, либерал. Баба му от друга страна му разказва истории за духове, суеверия, поличби и свръхестествени явления.
Когато е на 8 години, дядо му умира и той е отведен да живее с родителите си. За него в началото те са чужди хора. В лицея, където започва да учи, пише хумористични поеми и рисува карикатури. Получава прякора „Старикът“ от съучениците си, защото е прекалено сериозен и няма атлетична фигура. Завършва училище през 1946 г., след което записва право в Колумбийския университет в Богота, но сърцето му го влече към журналистиката. Спира да ходи на лекции, започва да пуши много и се движи в кръга на литератори, художници и журналисти социалисти. Един ден в ръцете му попада книгата на Франц Кафка „Метаморфозата“. Тя променя живота му завинаги.

### Журналистическа кариера
През 1950 година скъсва окончателно с правото и се посвещава на литературата. Той така и не завършва висшето си образование. Гарсия Маркес започва кариерата си като репортер в колумбийския всекидневник „Ел Еспектадор“ (El Espectador).
Първата му голяма творба е „Разказ за едно корабокрушение“ („Relato de un náufrago“). Тя излиза в подлистници през 1955 г. и описва историята на едно истинско корабокрушение. Историята е следната – през 1955 година военният кораб Калдас потъва заедно с целия екипаж, остава жив само Луис Алехандро Веласко, който успява да оцелее 10 дни в открито море на сал. При завръщането си на сушата, той разказва на журналистите, че потъналият военен кораб е пренасял контрабанда със знанието и покровителството на правителството. В резултат на всичко това Веласко е уволнен, а Гарсия Маркес е изпратен като кореспондент в чужбина в Рим. Завръщането му в Колумбия е рисковано и той започва да пътува из Европа – Париж, Барселона, след това и в други краища на света – Каракас, Ню Йорк.

### Семейство
Габриел Гарсия Маркес се среща с Мерседес Барча, докато тя е в колежа, но и двамата решават да завършат, преди да се оженят. След като той заминава за Европа, тя го чака да се завърне. Двамата сключват брак през 1958 г. На следващата година се ражда техният първи син Родриго Гарсия, днес филмов режисьор. 3 г. по-късно, в Мексико, се ражда и вторият им син Гонсало Гарсия, днес графичен дизайнер.

### Слава
Световната слава на Гарсия Маркес идва с публикуването на книгата „Сто години самота“ през 1967 година. Докато пише книгата, в продължение на 18 месеца, той продава колата си, взима храна на кредит, залага имущество и пуши по 6 кутии цигари на ден. Неуморният му труд се увенчава с огромен успех, книгата е приета с голям ентусиазъм и хвалебствия от критиката и преведена на чужди езици. След успеха, вече финансово осигурен, той заминава със семейството си отново за Европа и се установява в Барселона, Испания, където прекарва 7 години.

### В България
През 1993 г. Габриел Гарсия Маркес лично забранява творбите му да се превеждат, издават и преиздават на български език, тъй като научава от преводача си на български Румен Стоянов, че издателите му за България отчитат минимални продажби, издаден тираж и печалби при положение, че всяко българско семейство има негова книга. Обиден, той отказва да се тиражират книгите му в България. През 2010 г. литературните агенти на Гарсия Маркес постигат споразумение с българско издателство за нови издания на негови книги.

### Болест
През 1989 г. е забелязано раково образувание на дробовете. През 1999 г. Габриел Грасия Маркес е диагностициран с лимфома – рак на лимфните жлези. Той претърпява 2 тежки операции; химиотерапията, на която е подложен в болница в Лос Анджелис, се оказва успешна и болестта изглежда излекувана. Това събитие обаче го навежда на мисълта, че трябва да започне да пише мемоарите си. „Намалих контактите с приятелите си до минимум, изключих телефона, отложих всички пътувания и всички планове. Заключих се в стаята и започнах да пиша всеки ден, без никакво прекъсване“, това споделя писателят пред колумбийския вестник Ел Тиемпо. През 2002 г. – 3 г. по-късно, той публикува „Живея, за да разказвам“ (Vivir para Contarla) – 1-вия том от трилогията мемоари.
На 14 май 2012 г. е получена информация от интернет потребител, представящ се за Умберто Еко, че Маркес е починал. По-късно колумбийското национално радио официално опровергава новината.

### Смърт
На 17 април 2014 г., след кратка хоспитализация, Габриел Гарсия Маркес умира в Мексико на 87-годишна възраст.

## Творчество
Често в произведенията на Гарсия Маркес има едновременно художествени и документални елементи. Най-ярките примери за това са повестта „Хроника на една предизвестена смърт“ (1981, по вестникарска хроника), романът „Любов по време на холера“ (1985, по спомени на бабата и дядото на автора) и други.
Най-известният роман на Гарсия Маркес, „Сто години самота“ (1967), е продаден в над десет милиона копия. Той рисува живота в митичното южноамериканско село Макондо (което се появява и в други съчинения на автора и означава банан на езика банту). За него получава наградата „Ромуло Галегос“ през 1972 г. През 1982 г. Гарсия Маркес е удостоен и с Нобелова награда за литература за цялостно творчество.
Гарсия Маркес е известен със своето приятелство с кубинския лидер Фидел Кастро, като често изразява симпатия към някои латиноамерикански революционни групи, особено през 1960-те и 1970-те години. Въпреки това той е критичен към положението в собствената си страна и никога не подкрепя публично партизанските групи там.